# Kościół św. Mikołaja w Lądku
Kościół św. Mikołaja w Lądku – kościół parafialny, nieotynkowany, znajdujący się we wsi Lądek, powstały w latach 1760–1777, dzięki staraniom opata lądzkiego Konstantego Iłowieckiego, w stylu barokowym na planie krzyża w bryle trójnawowej bazyliki. W latach 1791–1809 i 1900–1903 był on przebudowywany.
Jest to trójnawowa bazylika wzniesiona na planie krzyża, z prostokątnym prezbiterium, dwoma kaplicami w ramionach transeptu i dwoma wieżami wysuniętymi ryzalitowo przed lico fasady. Na zewnątrz kościół jest opilastrowany, a mury prezbiterium - oszkarpowane. Nawę główną przykrywa żeglarskie sklepienie.
We wnętrzu świątyni znajduje się: niewielki obraz Matki Boskiej z Dzieciątkiem z XVII wieku, ambona i chrzcielnica z drugiej połowy XVIII wieku z rzeźbami Chrystusa i św. Jana Chrzciciela na baldachimach, cztery rokokowe konfesjonały oraz dwie kamienne kropielnice: późnoromańska i gotycka. 
Wpisany został do rejestru zabytków KOBiDZ pod numerem 104 w dniu 31 maja 1968 roku.

## Galeria

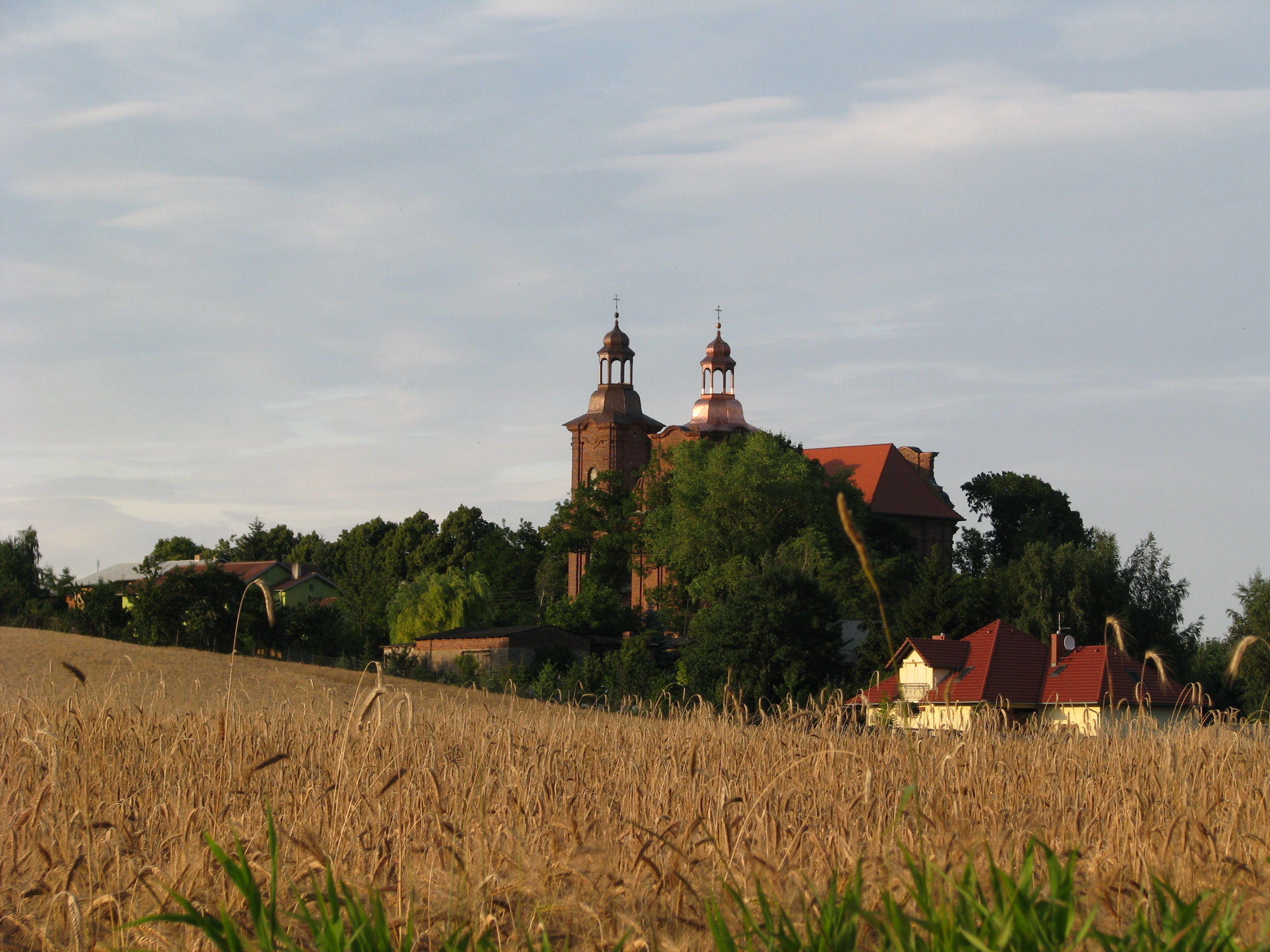
Widok na Lądek z południa, widoczne wieże kościoła św. Mikołaja.
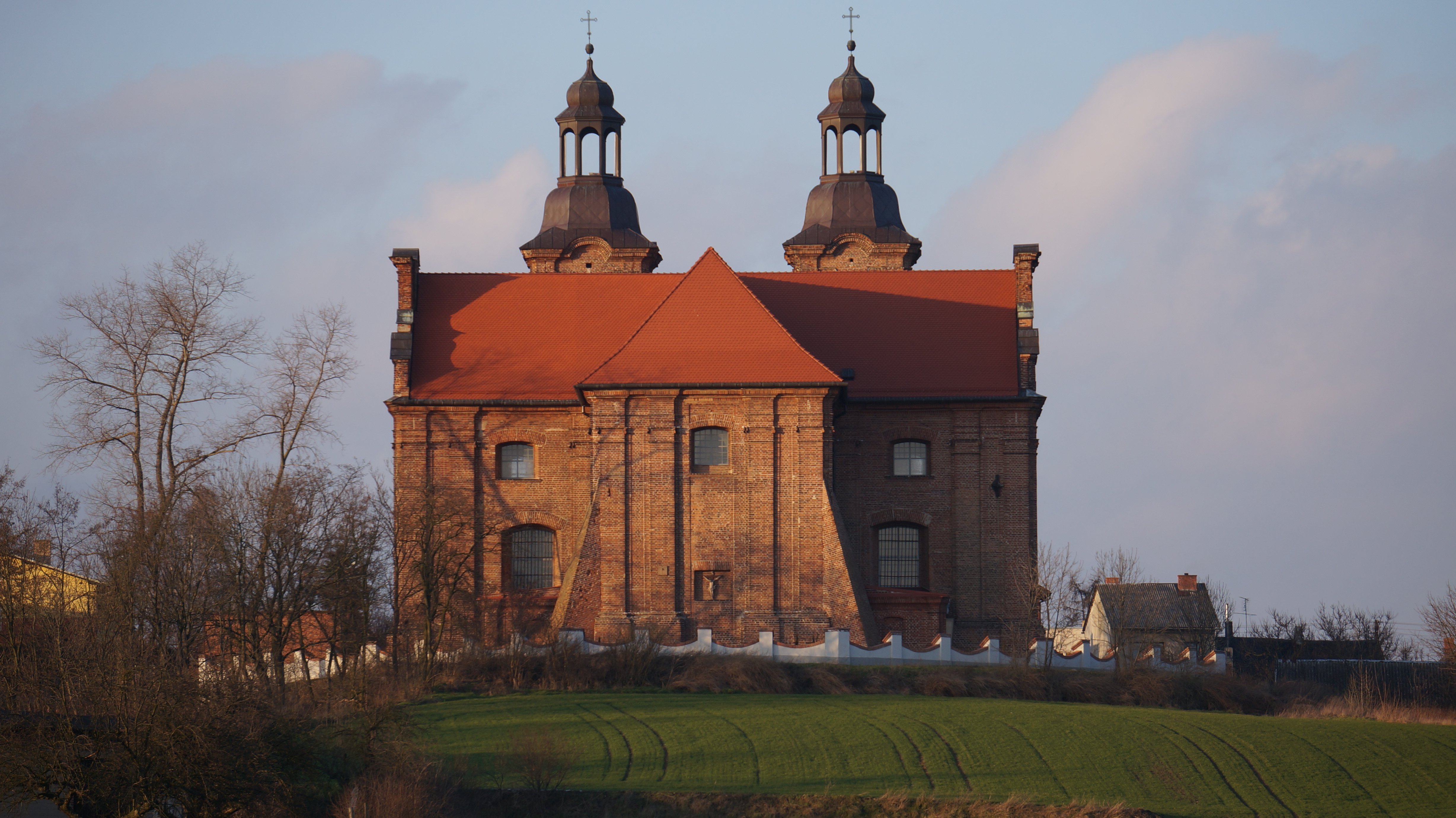
Kościół pw św. Mikołaja Biskupa w Lądku. Widok od strony południowej.
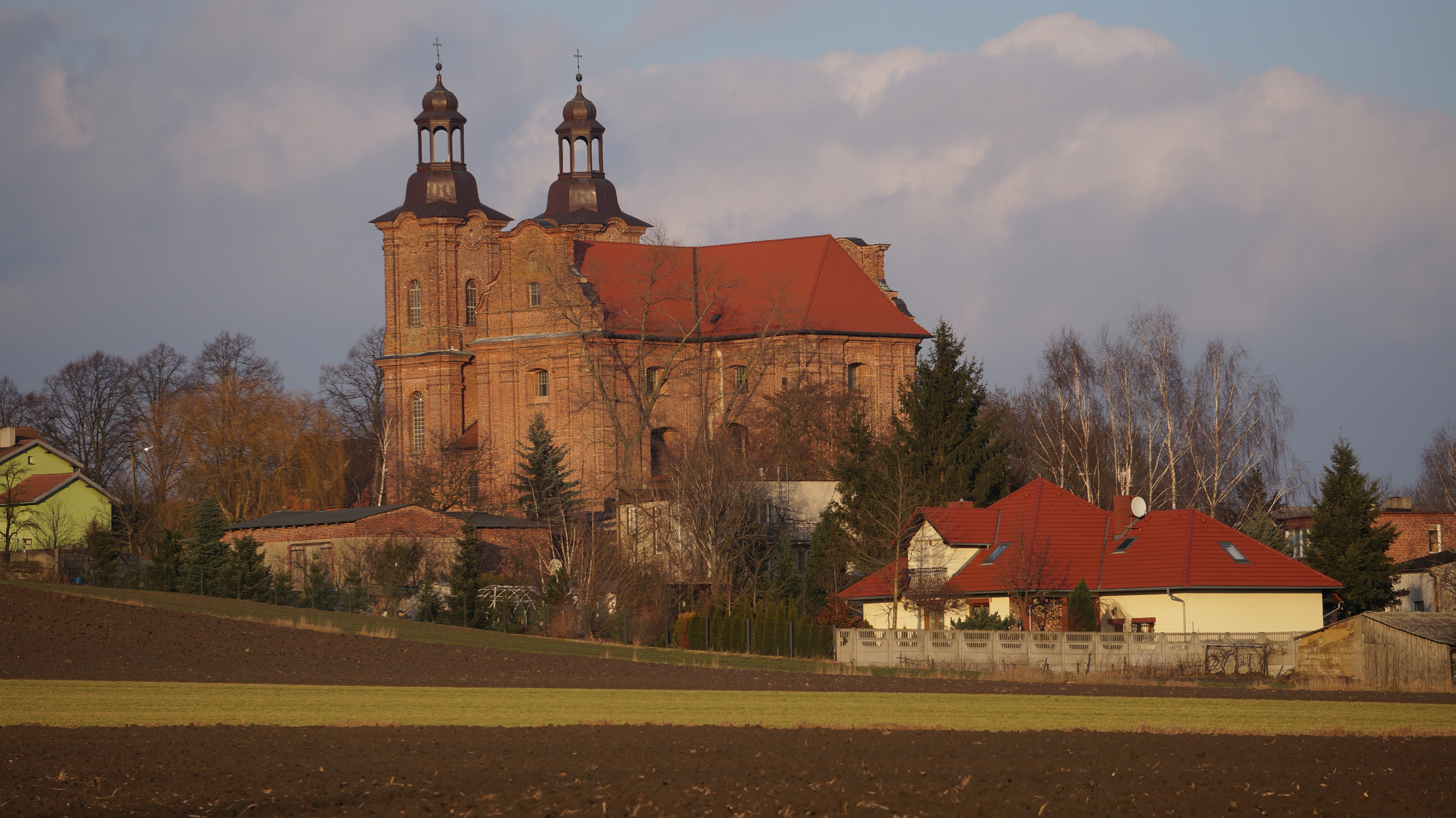
Kościół pw św. Mikołaja Biskupa w Lądku. Widok od strony południowo-zachodniej.